# Hamburg Hauptbahnhof
Hamburg Hauptbahnhof (vaak afgekort tot Hamburg Hbf) is een spoorwegstation in de Duitse stad en gelijknamige stadstaat Hamburg.
Het station gelegen in stadsdeel Hamburg-Mitte is met zo'n 480.000-500.000 reizigers per dag het grootste en drukste station van Duitsland. Na Gare du Nord in Parijs is het zelfs het drukste treinstation van Europa. Het station is het voornaamste station voor de S-Bahn van Hamburg dat zich binnen het station bevindt. Onder het treinstation bevinden zich twee metrostations, Hauptbahnhof Nord en Hauptbahnhof Sud, beide zijn onderdeel van de Metro van Hamburg of U-Bahn.
Het station hoort bij de 21 stations met de hoogste stationscategorie 1 van DB Station&Service en is voor de dagelijkse verkeersvraag van langeafstands- en regionale treinen met acht perronsporen relatief klein gedimensioneerd.
Het doorgangsstation werd in 1904 als vervanger van de diverse kopstations van verschillende spoorwegmaatschappijen gebouwd en op 6 december 1906 in gebruik genomen.

## Geschiedenis

### De eerste Hamburger stations

In 1870 eindigden in Hamburg de volgende spoorlijnen: vanuit het westen de verbindingslijn uit Altona en Kiel, vanuit het noordoosten uit Lübeck en vanuit het oosten via Bergedorf uit Berlijn. Al deze lijnen hadden hun eigen station, die ongeveer 200 tot 600 meter van elkaar vandaan lagen. Al deze stations bevinden zich in het zuidoosten van de stadsdelen Klostertor en Hammerbrook. Daarbij kwam vanuit het Koninkrijk Pruisen horende stad Harburg uit het zuiden in 1847 de spoorlijn naar Lehrte. De lijn naar Bremen was nog in bouw.
De volgende stations waren er in het centrum van Hamburg:
- Het Berliner Bahnhof werd in 1846 door de Berlin-Hamburger Bahn als vervanger van de eerste Hamburger station geopend in Bergedorf. Dit station was geopend op 5 mei 1842, op dezelfde dag als de grote stadbrand van Hamburg die een groot gedeelte van het stadscentrum heeft verwoest. Op de plek van het station liggen de Deichtorhallen;
- Het Lübecker Bahnhof werd in 1865 door de Lübeck-Büchener Eisenbahn gebouwd op de plaats van de Spaldingstraße, aan de spoorlijn uit Lübeck waar het spoorwegviaduct naar Hammerbrook ligt;
- Het Bahnhof Klosterthor werd in 1866 als eindpunt van de verbindingslijn uit Altona gebouwd en bevond zich ten zuiden van de huidige Altmannbrücke. De sporen werden later gebruikt door de Post en het bij behorende Hauptpostamtes Hühnerposten gebouwd.
- Het Venloer Bahnhof werd op de Grote Grasbrook in Hamburg in 1872 gebouwd en in 1892 hernoemd naar Hannoverscher Bahnhof. De spoorlijn naar Hamburg van de Hannöverschen Staatsbahn eindigde tot 1866 bij het Koninkrijk Hannover horende stad Harburg. De overbrugging van de Noord- en Zuid-Elbe door twee bruggen van Hamburg via de Grasbrook, werd in 1872 als eerste door de Köln-Mindener Eisenbahn-Gesellschaft als deel van de Hamburg-Venloer Bahn geopend. Het station diende als eindpunt voor de lijn naar Hannover (deel van de Venloer Bahn) en voor de lijn naar Wanne-Eickel richting het Ruhrgebied. Door het noordelijke gedeelte in Frankrijk van het project spoorlijn Parijs-Hamburg, werd het eindpunt ook wel Pariser Bahnhof genoemd. Na de bouw van het centraal station werd het terrein van de Hannoverscher Bahnhof gebruikt voor de eerste centrale goederenstation van de Hanzestad.

Vanaf Klosterthor Bahnhof werd later een spoor voor het Berliner Bahnhof gebouwd en van ongeveer 600 m verder gelegen Lübecker Bahnhof een goederenspoor. Het bijzonder ongunstig gelegen Venloer/Hannoversche Bahnhof, die alleen te bereiken was door het bouwen van twee bruggen, werd niet met de andere stations verbonden.

### Zentralbahnhof
Nadat in het jaar 1899 een contract was opgesteld voor de bouw van een centraal station in Hamburg, werd er tot 1906 gebouwd aan het nieuwe station. Deze kwam ten noorden van het station Klosterthor aan de verbindingsspoor naar Altona.

### Bunkers
Rond 1940-1941 bevonden zich onder de Hachmannplatz een twee verdiepingen tellende bunker voor 950 personen, die in de jaren 60 werd uitgebreid naar 1700 personen. Aan de westzijde was tussen 1941 en 1944 een drie verdiepingen tellende bunker als Rijksspoorwegenbunker onder de Steintorwall voor 2460 personen gebouwd (tot 1970 uitgebreid naar 2702 personen). Bij de zuidelijke tunnel konden de reizigers de bunkers bereiken.

### Uitbreidingen
In januari 2008 stelde de Deutsche Bahn (DB) een plan voor, namelijk het verlengen van de stationshal naar het zuiden. Hierbij zouden de aangrenzende straat Steintordamm en de Steintorbrücke gesloten en verlegd worden, of een tunnel onder de sporen. De zuidelijke hal zou verbreed worden, waardoor er meer ruimte ontstaat voor winkels en horeca. Deze plannen kwamen herhaaldelijk terug in aangepaste vorm door de groei van het aantal passagiers.
In 2006 vierde de stad Hamburg de honderdste verjaardag van het station.
Sinds 2008, in de strijd tegen drugsdealers, drugsgebruikers en overlast van daklozen, speelt de Deutsche Bahn klassieke muziek zoals Vivaldi door de luidsprekers van het station. Deze tactiek blijkt effectief te zijn.

## Indeling
Hamburger Hauptbahnhof ligt centraal aan de oostelijke rand van de binnenstad. Het bevindt zich ongeveer 800 meter ten noordoosten van het raadhuis, de kortste afstand tot de Elbe respectievelijk de Haven van Hamburg is 600 meter; vanaf de Binnen- en Buiten-Alster ligt het station op ongeveer 450 meter. Het station is gebouwd op de plek van de voormalige stadsmuur en de oude Steintorbegraafplaats, de lager gelegen sporen volgen de oude vestingmuur tussen Hamburg en het ten oosten gelegen voormalige voorstadt St. Georg. De verloop van de huidige stadsdeelgrenzen zorgen ervoor dat het station in zijn geheel in het stadsdeel Hamburg-St. Georg ligt.
De uitgangen in het oosten lopen verder deze stadsdeel in via de Hachmannplatz en Heidi-Kabel-Platz met de Ohnsorg-Theater in het Bieberhaus en de Deutsches Schauspielhaus aan de Kirchenallee, in de richting Steintorplatz liggen het Museum für Kunst und Gewerbe en de Zentralen Omnibusbahnhof (ZOB, belangrijkste busstation van een stad) van Hamburg. De uitgangen in het westen komen uit op de straten Glockengießer-/Steintorwall direct in het stadsdeel Altstadt met de winkelstraten Mönkeberstraße en de voetgangerszone Spitalerstraße evenals ten noordwesten van het station gelegen Hamburger Kunsthalle.
In het langeafstandsnet is het centraal station een knooppunt voor de verbindingen naar het noorden (Kiel, Denemarken), het noordoosten (Lübeck, Wismar), het oosten (Berlijn, Rostock) en het zuiden en zuidwesten (Hannover, Bremen).

## Architectuur

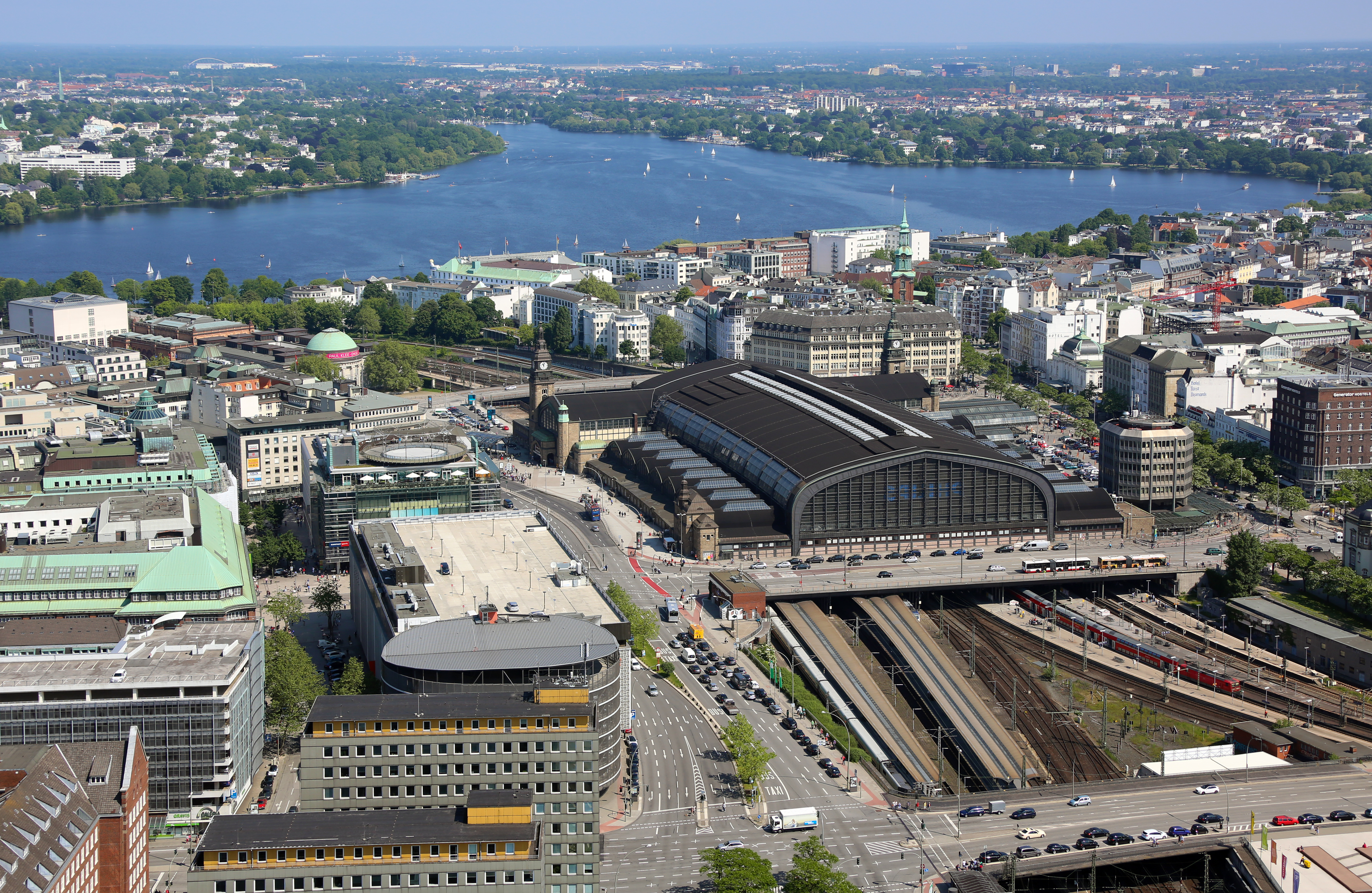
Luchtfoto van het station (2013)

Voor een representatief stationsgebouw werd in 1900 een wedstrijd uitgeschreven, die de architecten Heinrich Reinhardt en Georg Süßenguth uit Charlottenburg wonnen. Keizer Wilhelm II van Duitsland beoordeelde het eerste ontwerp als "gewoon verschrikkelijk", waardoor er een nieuw ontwerp gemaakt moest worden. Het technische concept kwam van Ernst Moeller.

### Hal en hoofdgebouw

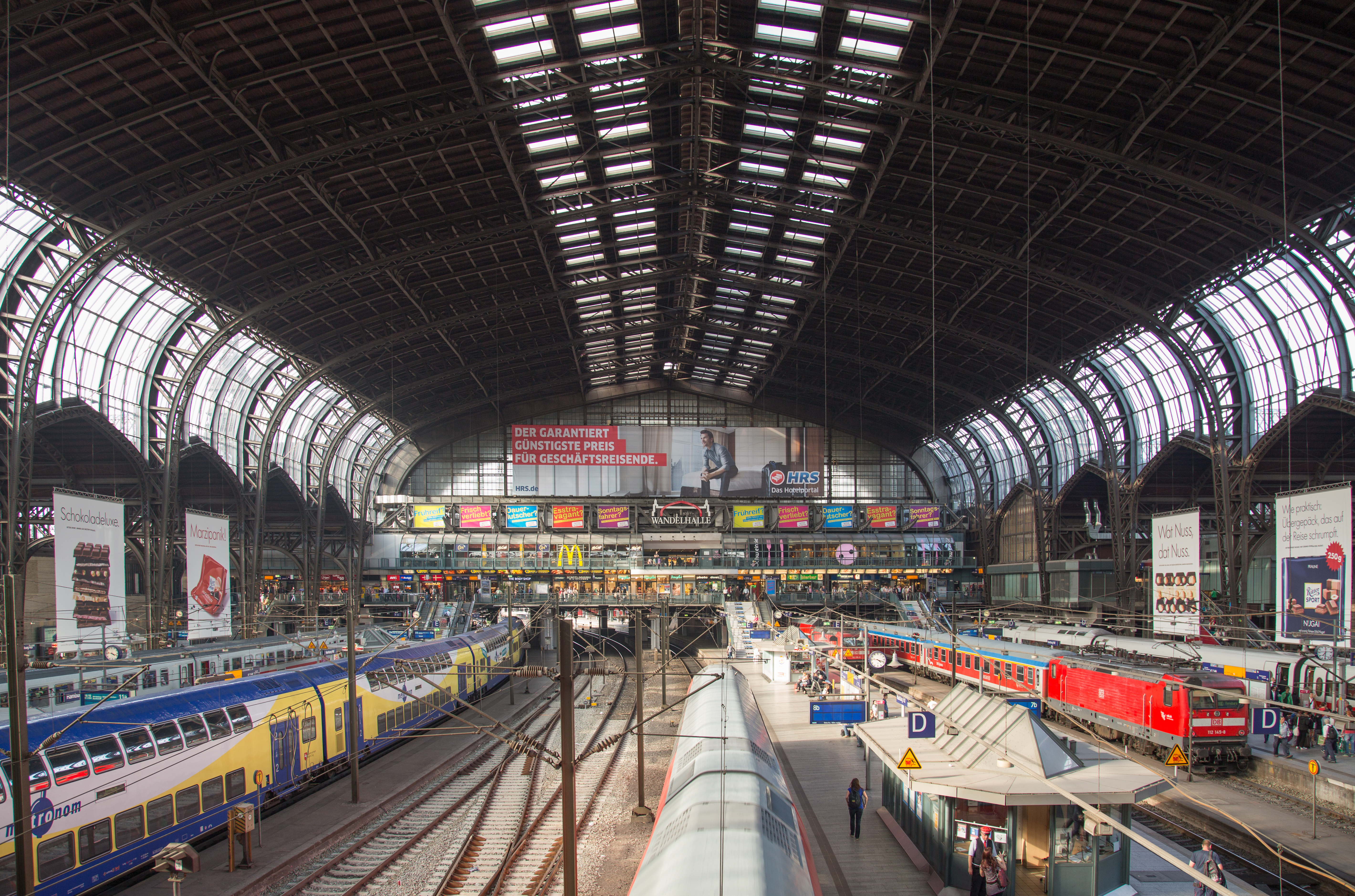
Stationshal, op de achtergrond de Wandelhalle; rechts liggen de S-Bahnperrons (2014)

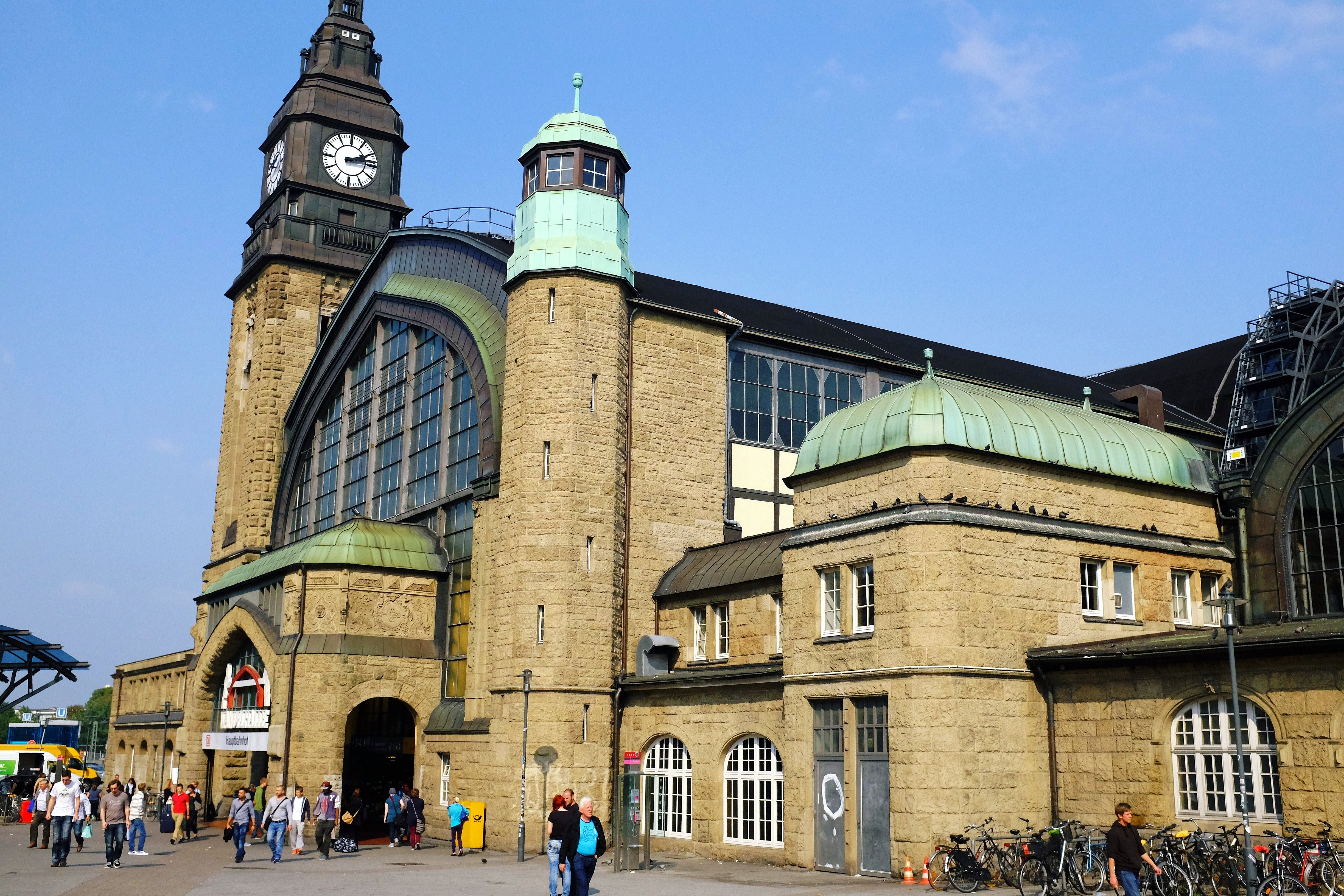
Westelijke entree (stadszijde) van het station, tevens een van de ingangen van de Wandelhalle (2014)

Het nieuwe ontwerp was monumentaler en benadrukte van buiten de perronoverkapping met een spanwijdte van 73 meter. De hal is 150 meter lang, 114 meter breed en 37 meter hoog. De twee 45 meter hoge vierkante torens flankeren het hoofdgebouw, dat met een brug, ook wel Nordsteg, door de hal aan de noordzijde is gebouwd. Aan de zuidelijke uiteinde van de hal loopt de smallere Südsteg als voetgangersbrug over de sporen en buiten de brede verkeersbrug Steintordamms om, die als sluiproute wordt gebruikt tussen de Mönckebergstraße en de Adenauerallee. De hal wordt gezien als een succesvolle kopie van het Palais des Machines dat was te zien op de Wereldtentoonstelling van 1889 in Parijs. Het station is gefundeerd op 800 staalbetonpalen en was daardoor het eerste grote bouwwerk met staalbetonpalen in Noord-Duitsland.
In de Tweede Wereldoorlog kreeg het station in 1941 een camouflagebedekking waardoor het eruitzag als een houten gebouw, om naderende geallieerde bommenwerpers te desoriënteren. Ondanks deze maatregel werd het station in november 1941 en juli 1943 (Operation Gomorrha) door bommenwerpers zwaar beschadigd, zodat na de oorlog nieuwbouw ter discussie kwam. Men zag hiervan af, om het oude gebouw te behouden en het werd met de noodzakelijke reparaties provisorisch in gebruik genomen. Na de valutahervorming in 1948 werden de overige reparaties uitgevoerd. In de jaren 70 volgde een grote renovatie.
Met de bouw van het tunnelstation tussen 1969-1975 ten oosten van de hal voor de City-S-Bahn werd de oostelijke aanbouw afgebroken en de Nordsteg (Wanderhalle) gerenoveerd.

### Tunnels
Parallel aan de Südsteg loopt onder de sporen de zogenaamde "Südsteg-Tunnel" voor reizigers. Het was als ondergrondse een directe verbinding tussen alle perrons en de metrohalte Süd. Bij de nieuwe dienstregeling van 1992 werd de toegang tot de tunnel gesloten. Als rede hiervoor waren de drugs- en alcoholproblemen in de tunnel.
De S-Bahntunnel via Jungfernstieg naar de Landungsbrücken (City-S-Bahn, 1979 verlengd naar Altona) eindigt ten noorden van het station in een deels onder- en deels bovengrondse bouwwerk. In samenhang daarmee werd ten oosten van de stationshal een parallel lopende, tweesporige tunnelstation met een eilandperron voor de S-Bahn treinen naar het noorden en werd in 1981 in gebruik genomen. Over de zuidelijke uitgang van het tunnelstation ontstond een vierkante zijvleugel met een metaal afgewerkte façade, Keksdose genaamd. Hierdoor werden de sporen opnieuw genummerd, de sporen in het nieuwe tunnelstation kregen de nummers 1 en 2. De overige sporen 1 tot 12 in de hal werden de sporen 3 tot 14. Gelijktijdig werd de S-Bahn voor de treinen naar het zuiden uitsluitend behandeld via de sporen 3 en 4. Bij spoor 5 (voormalig spoor 3) werd de derde rail vervangen door een bovenleiding voor het overige treinverkeer.

### Wandelhalle

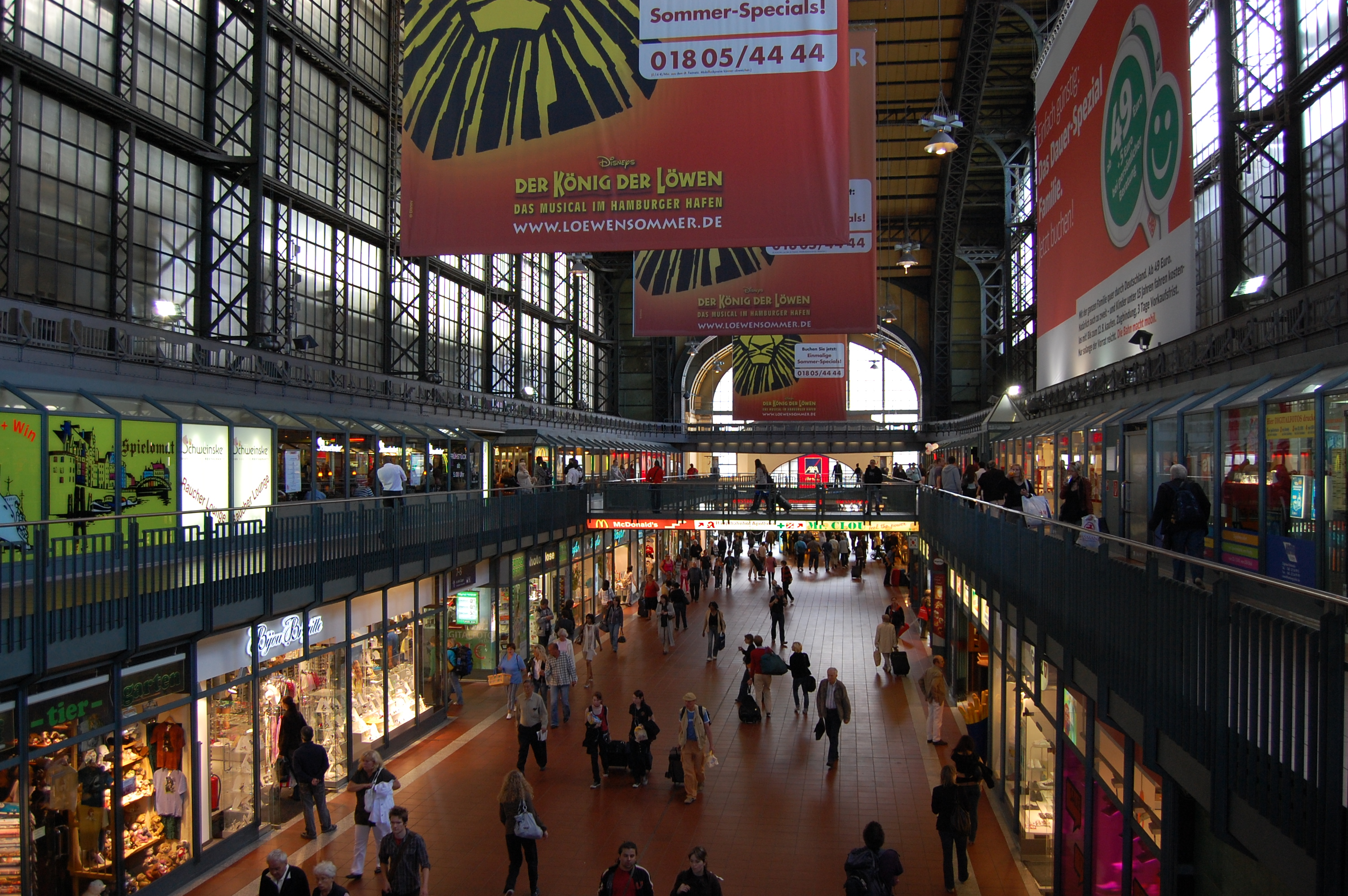
Wandelhalle (2008)

De aan de noordzijde van het station gelegen verbindingshal werd bekend onder de naam Wandelhalle. Tot hier horen de in- en uitgangshallen aan de oost- en westzijde van het station; evenals de toegang tot de S-Bahnperrons 3 en 4. Vroeger bevonden zich in de Wandelhalle de wachtkamers voor de 1e tot 4e klasse, de loketten en bagageafhandeling bevonden zich in de ingangs- en uitgangshallen.
In kader van de vernieuwing van de draagconstructie werd de Nordsteg omgebouwd. De Wandelhalle kreeg een galerij met winkels op de eerste etage. Voorheen waren hier alleen reclameborden geplaatst.
In 1988 werd een private investeerder gevonden voor de nieuwbouw van de Wandelhalle, nadat de oorspronkelijke hal door zijn hoge leeftijd gesloopt was. De nieuwe Wandelhalle vierde zijn opening op 1 juni 1991. Op 7.600 m² en twee etages bevinden zich talrijke winkels en diverse horeca. Doordat de winkels in het station bevinden vallen ze niet onder de winkeltijdenwet, hierdoor kunnen de winkels zeven dagen per week van 6 tot 23 uur open zijn.
Het Gourmet-Station werd in het jaar 2005 vergroot en biedt ruimte voor 19 verschillende horecagelegenheden.

## Bediening

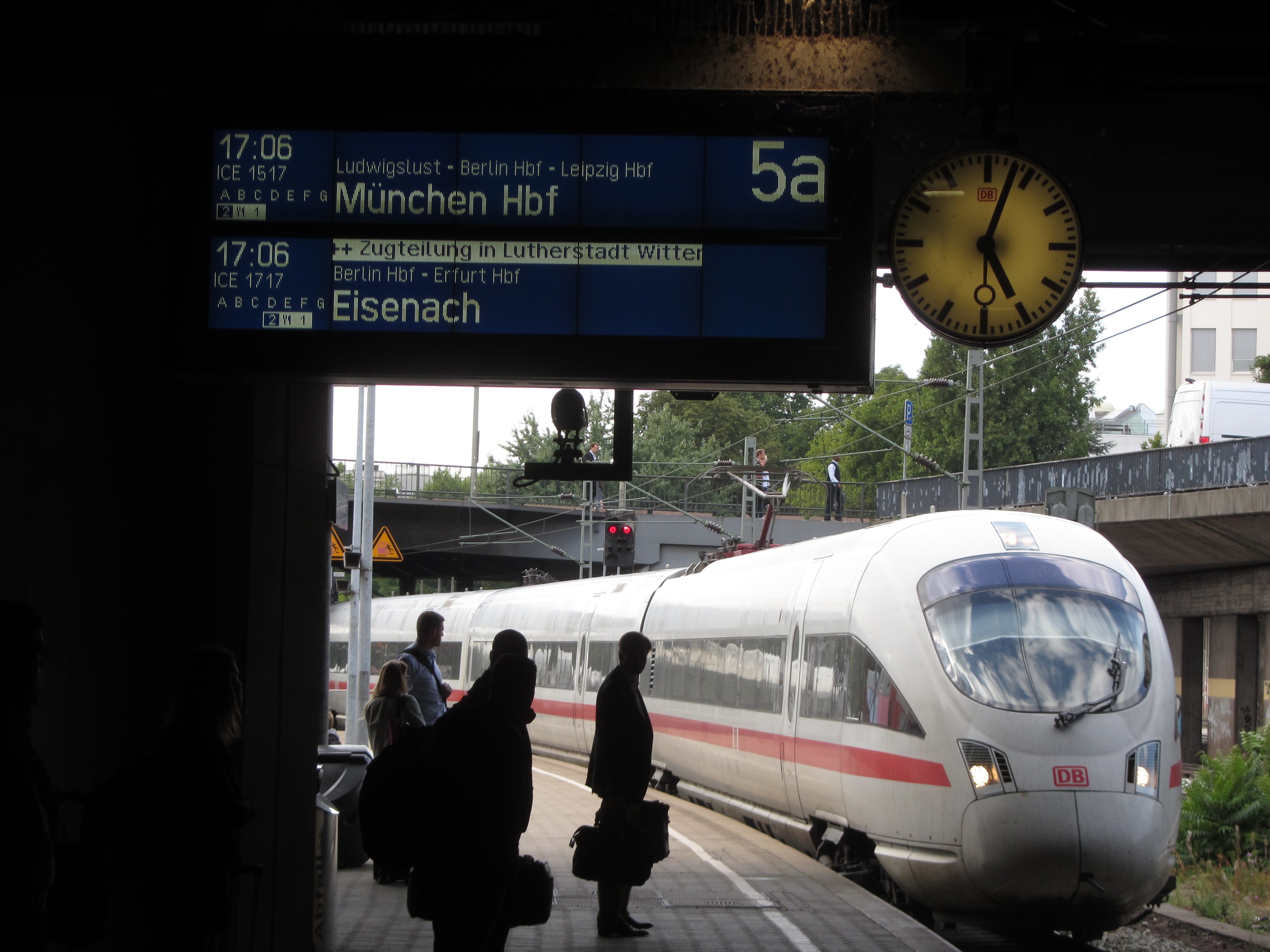
ICE-T rijdt binnen in 2013

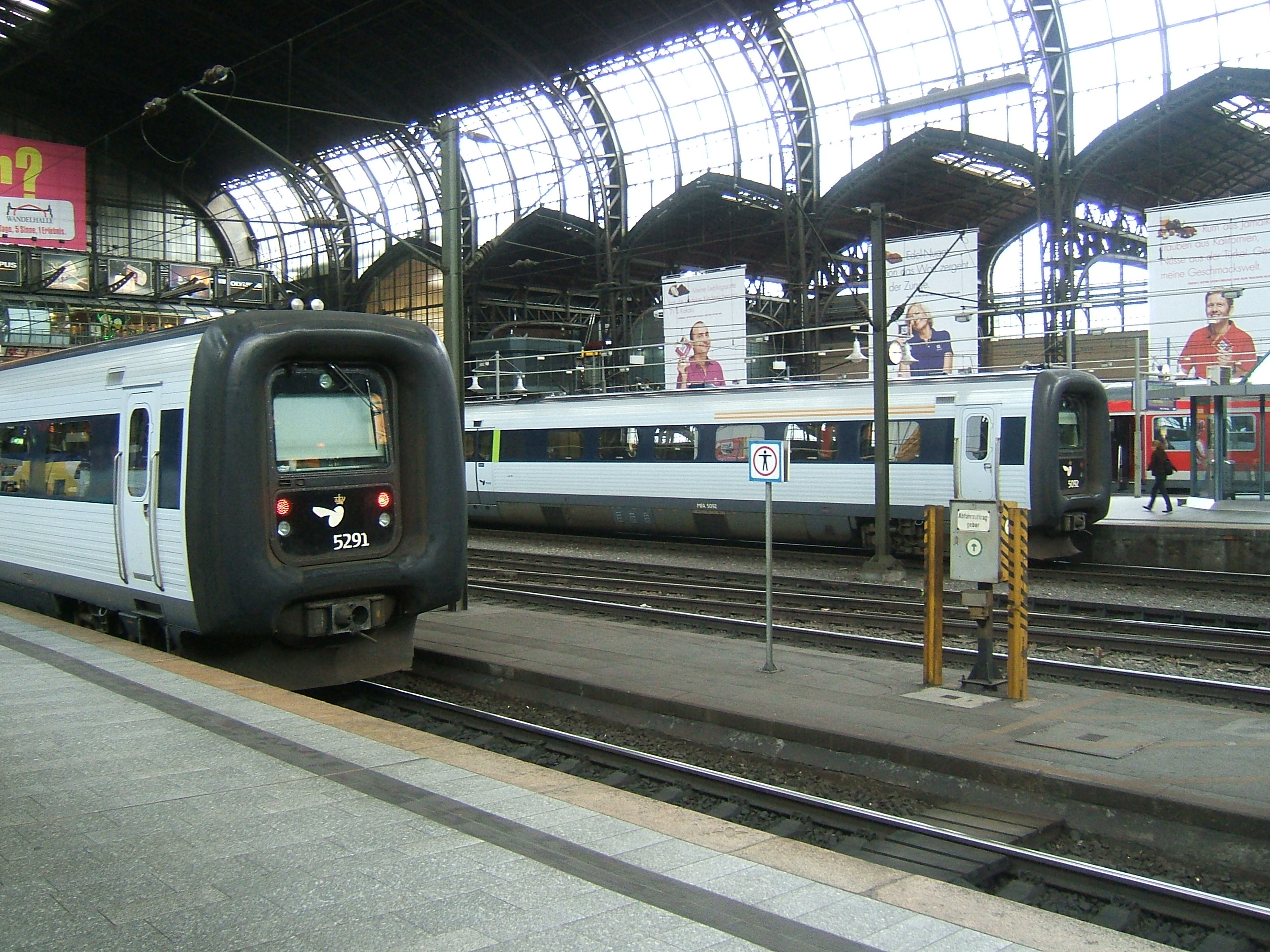
Twee IC3-treinen van de DSB in het Hauptbahnhof in 2007

Voor het reizigersvervoer zijn de sporen 1-8 en 11-14 beschikbaar, waarbij de sporen 1 en 2 ondergronds buiten de hal liggen. Het langeafstands- en regionaal verkeer wordt via de sporen 5-8 en 11-14 afgewikkeld. De vijf eilandperrons zijn via (rol)trappen vanaf de Nord- en Südsteg te bereiken. De perrons zijn in het zuiden verder verlengd zodat deze buiten de hal komen te liggen. De perrons van de sporen 11-14 hebben een overkapping. Het goederenverkeer richting het noorden gaat via de twee doorgangsporen (9 en 10) zonder perron. Deze sporen boden vroeger toegang naar de Post.
Via het noordwesten gaan de treinen via de verbindingsbaan naar Altona met het tussenstation Dammtor en in de richting van Sleeswijk-Holstein en Denemarken.
Via het zuidoosten splitst zich direct na het station de lijn richting het (noord)oosten naar Lübeck en Berlijn; over de Elbebruggen via Harburg naar het zuiden (Hannover, Maschen Rangierbahnhof) en het zuidwesten (Bremen, Keulen (stad), etc.).
Met in totaal 207 aankomende en vertrekkende langeafstandstreinen per dag was het station in de zomerdienstregeling van 1989 het veertiende knooppunt in het net van de Deutsche Bundesbahn. De betekenis van het station voor langeafstandsverkeer was in 1995 toegenomen. De spoorlijnen in Sleeswijk-Holstein waren toen nog niet geëlektrificeerd. In 1995 moesten Intercity's in het kopstation Altona van locomotief wisselen. Toen de lijnen geëlektrificeerd waren werden de regionale treinen afkomstig uit Kiel en Flensburg verlengd van Altona naar Hauptbahnhof waardoor het aantal overstappers in Altona verminderd kon worden.
Omdat het station tegen zijn capaciteit zat en alleen tegen hoge kosten uitgebreid kon worden, zijn de sporen verdeeld in een a- en b-zijde. In 2015 werden hiervoor de letterbordjes langs het perron gebruikt, zodat bijvoorbeeld de a-zijde de letters A-C kreeg en de b-zijde de letters D-E. Deze onderverdeling is toegepast op de sporen 5-7 en 11-14. Hierdoor werd het mogelijk dat langs hetzelfde perron twee treinen kunnen staan. Dit betreft alleen de regionale treinen, omdat deze kort genoeg zijn voor twee treinen aan één perron. Bijvoorbeeld een Regional-Express naar het noorden (bijv. Flensburg) stopt op het deel 12 D-F, terwijl een metronomtrein richting het zuiden (bijv. Bremen) stopt op het deel 12 A-C.
Bij spoor 8 is dit niet mogelijk, omdat dit in het midden van het station ligt. Dit spoor wordt gebruikt door langeafstandstreinen die in het station kopmaken. Treinen uit het zuiden (Bremen/Hannover) maken vervolgens kop richting de Oostzeekust (Ostseebad Binz op het eiland Rügen).
De sporen 1 tot 4 worden alleen gebruikt door de S-Bahn en de sporen 9 en 10 zijn doorgangssporen, waardoor de sporen niet zijn verdeeld in een a- en b-zijde.

### Langeafstandstreinen
De volgende langeafstandstreinen doen station Hamburg Hauptbahnhof aan:
| Serie          | Route | Route | Route | Route | Route | Route | Frequentie |
| -------------- | --- | --- | --- | --- | --- | --- | --- |
| ICE-Sprinter 1 | Hamburg (Altona – Dammtor – Hauptbahnhof) – Düsseldorf – Duisburg – Keulen | Hamburg (Altona – Dammtor – Hauptbahnhof) – Düsseldorf – Duisburg – Keulen | Hamburg (Altona – Dammtor – Hauptbahnhof) – Düsseldorf – Duisburg – Keulen | Hamburg (Altona – Dammtor – Hauptbahnhof) – Düsseldorf – Duisburg – Keulen | Hamburg (Altona – Dammtor – Hauptbahnhof) – Düsseldorf – Duisburg – Keulen | Hamburg (Altona – Dammtor – Hauptbahnhof) – Düsseldorf – Duisburg – Keulen | 1x per dag |
| ICE-Sprinter 4 | Hamburg (Altona – Dammtor – Hauptbahnhof) – Hannover – Frankfurt (Main) – Darmstadt | Hamburg (Altona – Dammtor – Hauptbahnhof) – Hannover – Frankfurt (Main) – Darmstadt | Hamburg (Altona – Dammtor – Hauptbahnhof) – Hannover – Frankfurt (Main) – Darmstadt | Hamburg (Altona – Dammtor – Hauptbahnhof) – Hannover – Frankfurt (Main) – Darmstadt | Hamburg (Altona – Dammtor – Hauptbahnhof) – Hannover – Frankfurt (Main) – Darmstadt | Hamburg (Altona – Dammtor – Hauptbahnhof) – Hannover – Frankfurt (Main) – Darmstadt | 1x per dag |
| ICE 20         | Kiel – Neumünster – | Hamburg (Dammtor – Hauptbahnhof) – Hannover – Göttingen – Kassel-Wilhelmshöhe – Frankfurt (Main) – | Hamburg (Dammtor – Hauptbahnhof) – Hannover – Göttingen – Kassel-Wilhelmshöhe – Frankfurt (Main) – | Hamburg (Dammtor – Hauptbahnhof) – Hannover – Göttingen – Kassel-Wilhelmshöhe – Frankfurt (Main) – | Hamburg (Dammtor – Hauptbahnhof) – Hannover – Göttingen – Kassel-Wilhelmshöhe – Frankfurt (Main) – | Mannheim – Karlsruhe – Baden-Baden – Freiburg – Bazel (Bad Bf – SBB) – Zürich – Chur | 1x per 2 uur Altona – CH, enkele treinen naar Kiel of Wiesbaden                                                             |
| ICE 20         | Hamburg-Altona – | Hamburg (Dammtor – Hauptbahnhof) – Hannover – Göttingen – Kassel-Wilhelmshöhe – Frankfurt (Main) – | Hamburg (Dammtor – Hauptbahnhof) – Hannover – Göttingen – Kassel-Wilhelmshöhe – Frankfurt (Main) – | Hamburg (Dammtor – Hauptbahnhof) – Hannover – Göttingen – Kassel-Wilhelmshöhe – Frankfurt (Main) – | Hamburg (Dammtor – Hauptbahnhof) – Hannover – Göttingen – Kassel-Wilhelmshöhe – Frankfurt (Main) – | Frankfurt (Main) Flugh. Fernbf – Mainz – Wiesbaden | 1x per 2 uur Altona – CH, enkele treinen naar Kiel of Wiesbaden                                                             |
| ICE 22         | Kiel – Neumünster – | Hamburg (Dammtor – Hauptbahnhof) – | Hannover – Kassel-Wilhelmshöhe – Frankfurt (Main) (Hbf – Flugh. Fernbf) – Mannheim – Stuttgart | Hannover – Kassel-Wilhelmshöhe – Frankfurt (Main) (Hbf – Flugh. Fernbf) – Mannheim – Stuttgart | Hannover – Kassel-Wilhelmshöhe – Frankfurt (Main) (Hbf – Flugh. Fernbf) – Mannheim – Stuttgart | Hannover – Kassel-Wilhelmshöhe – Frankfurt (Main) (Hbf – Flugh. Fernbf) – Mannheim – Stuttgart | 1x per 2 uur, enkele treinen van/naar Kiel of Oldenburg                                                                     |
| ICE 22         | Hamburg-Altona – | Hamburg (Dammtor – Hauptbahnhof) – | Hannover – Kassel-Wilhelmshöhe – Frankfurt (Main) (Hbf – Flugh. Fernbf) – Mannheim – Stuttgart | Hannover – Kassel-Wilhelmshöhe – Frankfurt (Main) (Hbf – Flugh. Fernbf) – Mannheim – Stuttgart | Hannover – Kassel-Wilhelmshöhe – Frankfurt (Main) (Hbf – Flugh. Fernbf) – Mannheim – Stuttgart | Hannover – Kassel-Wilhelmshöhe – Frankfurt (Main) (Hbf – Flugh. Fernbf) – Mannheim – Stuttgart | 1x per 2 uur, enkele treinen van/naar Kiel of Oldenburg                                                                     |
| ICE 22         | Oldenburg – Bremen – | | Hannover – Kassel-Wilhelmshöhe – Frankfurt (Main) (Hbf – Flugh. Fernbf) – Mannheim – Stuttgart | Hannover – Kassel-Wilhelmshöhe – Frankfurt (Main) (Hbf – Flugh. Fernbf) – Mannheim – Stuttgart | Hannover – Kassel-Wilhelmshöhe – Frankfurt (Main) (Hbf – Flugh. Fernbf) – Mannheim – Stuttgart | Hannover – Kassel-Wilhelmshöhe – Frankfurt (Main) (Hbf – Flugh. Fernbf) – Mannheim – Stuttgart | 1x per 2 uur, enkele treinen van/naar Kiel of Oldenburg                                                                     |
| ICE 25         | Hamburg (Altona – Dammtor) – | Hamburg (Hauptbahnhof – Harburg) – | Hannover – Göttingen – Kassel-Wilhelmshöhe – Fulda – Würzburg – Nürnberg – Ingolstadt – München (– Garmisch-Partenkirchen) | Hannover – Göttingen – Kassel-Wilhelmshöhe – Fulda – Würzburg – Nürnberg – Ingolstadt – München (– Garmisch-Partenkirchen) | Hannover – Göttingen – Kassel-Wilhelmshöhe – Fulda – Würzburg – Nürnberg – Ingolstadt – München (– Garmisch-Partenkirchen) | Hannover – Göttingen – Kassel-Wilhelmshöhe – Fulda – Würzburg – Nürnberg – Ingolstadt – München (– Garmisch-Partenkirchen) | 1x per uur Altona - München. 1x per twee uur één treinstel naar Oldenburg. 1x per dag naar Lübeck of Garmisch-Partenkirchen |
| ICE 25         | Lübeck – | Hamburg (Hauptbahnhof – Harburg) – | Hannover – Göttingen – Kassel-Wilhelmshöhe – Fulda – Würzburg – Nürnberg – Ingolstadt – München (– Garmisch-Partenkirchen) | Hannover – Göttingen – Kassel-Wilhelmshöhe – Fulda – Würzburg – Nürnberg – Ingolstadt – München (– Garmisch-Partenkirchen) | Hannover – Göttingen – Kassel-Wilhelmshöhe – Fulda – Würzburg – Nürnberg – Ingolstadt – München (– Garmisch-Partenkirchen) | Hannover – Göttingen – Kassel-Wilhelmshöhe – Fulda – Würzburg – Nürnberg – Ingolstadt – München (– Garmisch-Partenkirchen) | 1x per uur Altona - München. 1x per twee uur één treinstel naar Oldenburg. 1x per dag naar Lübeck of Garmisch-Partenkirchen |
| ICE 25         | Oldenburg – Bremen – | | Hannover – Göttingen – Kassel-Wilhelmshöhe – Fulda – Würzburg – Nürnberg – Ingolstadt – München (– Garmisch-Partenkirchen) | Hannover – Göttingen – Kassel-Wilhelmshöhe – Fulda – Würzburg – Nürnberg – Ingolstadt – München (– Garmisch-Partenkirchen) | Hannover – Göttingen – Kassel-Wilhelmshöhe – Fulda – Würzburg – Nürnberg – Ingolstadt – München (– Garmisch-Partenkirchen) | Hannover – Göttingen – Kassel-Wilhelmshöhe – Fulda – Würzburg – Nürnberg – Ingolstadt – München (– Garmisch-Partenkirchen) | 1x per uur Altona - München. 1x per twee uur één treinstel naar Oldenburg. 1x per dag naar Lübeck of Garmisch-Partenkirchen |
| ICE 28         | Hamburg (Altona – Dammtor – Hauptbahnhof) – Berlin-Spandau – | Hamburg (Altona – Dammtor – Hauptbahnhof) – Berlin-Spandau – | Berlijn (Hbf – Südkreuz) – Lutherstadt Wittenberg – Leipzig – Nürnberg – | Ingolstadt – | München – | München Ost – Rosenheim – Kufstein – Innsbruck | 1x per uur Altona - München, enkele treinen per dag naar Warnemünde/Binz/Innsbruck, tussenstops wisselt per trein.          |
| ICE 28         | Warnemünde – Rostock – Neustrelitz – | Berlin Gesundbrunnen – | Berlijn (Hbf – Südkreuz) – Lutherstadt Wittenberg – Leipzig – Nürnberg – | Augsburg – | München – | Garmisch-Partenkirchen – Innsbruck | 1x per uur Altona - München, enkele treinen per dag naar Warnemünde/Binz/Innsbruck, tussenstops wisselt per trein.          |
| ICE 28         | Binz – Stralsund – Prenzlau – | Berlin Gesundbrunnen – | Berlijn (Hbf – Südkreuz) – Lutherstadt Wittenberg – Leipzig – Nürnberg – | Augsburg – | München – | Garmisch-Partenkirchen – Innsbruck | 1x per uur Altona - München, enkele treinen per dag naar Warnemünde/Binz/Innsbruck, tussenstops wisselt per trein.          |
| ICE/EC 75      | Kopenhagen – Næstved – Nykøbing – Rødby Færge – Puttgarden – Oldenburg (Holst) – Lübeck – Hamburg Hauptbahnhof | Kopenhagen – Næstved – Nykøbing – Rødby Færge – Puttgarden – Oldenburg (Holst) – Lübeck – Hamburg Hauptbahnhof | Kopenhagen – Næstved – Nykøbing – Rødby Færge – Puttgarden – Oldenburg (Holst) – Lübeck – Hamburg Hauptbahnhof | Kopenhagen – Næstved – Nykøbing – Rødby Færge – Puttgarden – Oldenburg (Holst) – Lübeck – Hamburg Hauptbahnhof | Kopenhagen – Næstved – Nykøbing – Rødby Færge – Puttgarden – Oldenburg (Holst) – Lübeck – Hamburg Hauptbahnhof | Kopenhagen – Næstved – Nykøbing – Rødby Færge – Puttgarden – Oldenburg (Holst) – Lübeck – Hamburg Hauptbahnhof | 1x per 2 uur, wanneer EC 75 rijdt wordt er gereden met IC 3 i.p.v. ICE-TD                                                   |
| ICE 91         | Hamburg (Hauptbahnhof – Harburg) – Bremen – Osnabrück – Münster – Dortmund – Wuppertal – Keulen – Bonn – Koblenz – Mainz – Frankfurt (Main) (Flugh. Fernbf – Hbf) Hanau – | Hamburg (Hauptbahnhof – Harburg) – Bremen – Osnabrück – Münster – Dortmund – Wuppertal – Keulen – Bonn – Koblenz – Mainz – Frankfurt (Main) (Flugh. Fernbf – Hbf) Hanau – | Hamburg (Hauptbahnhof – Harburg) – Bremen – Osnabrück – Münster – Dortmund – Wuppertal – Keulen – Bonn – Koblenz – Mainz – Frankfurt (Main) (Flugh. Fernbf – Hbf) Hanau – | Würzburg – Nürnberg – Regensburg – Passau – Wels – Linz – St. Pölten – Wenen (Meidling – Hbf) | Würzburg – Nürnberg – Regensburg – Passau – Wels – Linz – St. Pölten – Wenen (Meidling – Hbf) | Würzburg – Nürnberg – Regensburg – Passau – Wels – Linz – St. Pölten – Wenen (Meidling – Hbf) | Enkele treinen per dag |
| ICE 91         | Hamburg (Altona – Dammtor – Hauptbahnhof – Harburg) – Hannover – Kassel-Wilhelmshöhe – Fulda – | | | Würzburg – Nürnberg – Regensburg – Passau – Wels – Linz – St. Pölten – Wenen (Meidling – Hbf) | Würzburg – Nürnberg – Regensburg – Passau – Wels – Linz – St. Pölten – Wenen (Meidling – Hbf) | Würzburg – Nürnberg – Regensburg – Passau – Wels – Linz – St. Pölten – Wenen (Meidling – Hbf) | Enkele treinen per dag |
| IC 26 26.1     | Ostseebad Binz – Stralsund – Rostock – Schwerin – | Ostseebad Binz – Stralsund – Rostock – Schwerin – | Ostseebad Binz – Stralsund – Rostock – Schwerin – | Hamburg Hamburg (Altona – Dammtor – Hauptbahnhof – Harburg) – Lüneburg – Uelzen – Celle – Hannover – Göttingen – Kassel-Wilhelmshöhe – Gießen – Frankfurt (Main) – Darmstadt – Heidelberg – Karlsruhe                                                                                     | Hamburg Hamburg (Altona – Dammtor – Hauptbahnhof – Harburg) – Lüneburg – Uelzen – Celle – Hannover – Göttingen – Kassel-Wilhelmshöhe – Gießen – Frankfurt (Main) – Darmstadt – Heidelberg – Karlsruhe                                                                                     | Hamburg Hamburg (Altona – Dammtor – Hauptbahnhof – Harburg) – Lüneburg – Uelzen – Celle – Hannover – Göttingen – Kassel-Wilhelmshöhe – Gießen – Frankfurt (Main) – Darmstadt – Heidelberg – Karlsruhe                                                                                     | 1x per twee uur, enkele treinen vanaf Ostseebad Binz (stopt niet in Altona en Dammtor) of Westerland                        |
| IC 26 26.1     | Westerland (Sylt) – Heide – Itzehoe – | | | Hamburg Hamburg (Altona – Dammtor – Hauptbahnhof – Harburg) – Lüneburg – Uelzen – Celle – Hannover – Göttingen – Kassel-Wilhelmshöhe – Gießen – Frankfurt (Main) – Darmstadt – Heidelberg – Karlsruhe                                                                                     | Hamburg Hamburg (Altona – Dammtor – Hauptbahnhof – Harburg) – Lüneburg – Uelzen – Celle – Hannover – Göttingen – Kassel-Wilhelmshöhe – Gießen – Frankfurt (Main) – Darmstadt – Heidelberg – Karlsruhe                                                                                     | Hamburg Hamburg (Altona – Dammtor – Hauptbahnhof – Harburg) – Lüneburg – Uelzen – Celle – Hannover – Göttingen – Kassel-Wilhelmshöhe – Gießen – Frankfurt (Main) – Darmstadt – Heidelberg – Karlsruhe                                                                                     | 1x per twee uur, enkele treinen vanaf Ostseebad Binz (stopt niet in Altona en Dammtor) of Westerland                        |
| IC 26 26.2     | Hamburg Hamburg (Altona – Dammtor – Hauptbahnhof – Harburg) – Lüneburg – Uelzen – Celle – Hannover – Göttingen – Kassel-Wilhelmshöhe – Würzburg – Ansbach – Augsburg – | Hamburg Hamburg (Altona – Dammtor – Hauptbahnhof – Harburg) – Lüneburg – Uelzen – Celle – Hannover – Göttingen – Kassel-Wilhelmshöhe – Würzburg – Ansbach – Augsburg – | Hamburg Hamburg (Altona – Dammtor – Hauptbahnhof – Harburg) – Lüneburg – Uelzen – Celle – Hannover – Göttingen – Kassel-Wilhelmshöhe – Würzburg – Ansbach – Augsburg – | Kempten (Allgäu) – Immenstadt – Oberstdorf | Kempten (Allgäu) – Immenstadt – Oberstdorf | Kempten (Allgäu) – Immenstadt – Oberstdorf | Enkele treinen per dag, trein wordt gesplitst in Augsburg                                                                   |
| IC 26 26.2     | Hamburg Hamburg (Altona – Dammtor – Hauptbahnhof – Harburg) – Lüneburg – Uelzen – Celle – Hannover – Göttingen – Kassel-Wilhelmshöhe – Würzburg – Ansbach – Augsburg – | Hamburg Hamburg (Altona – Dammtor – Hauptbahnhof – Harburg) – Lüneburg – Uelzen – Celle – Hannover – Göttingen – Kassel-Wilhelmshöhe – Würzburg – Ansbach – Augsburg – | Hamburg Hamburg (Altona – Dammtor – Hauptbahnhof – Harburg) – Lüneburg – Uelzen – Celle – Hannover – Göttingen – Kassel-Wilhelmshöhe – Würzburg – Ansbach – Augsburg – | München Ost – Rosenheim – Freilassing – Berchtesgaden | | | Enkele treinen per dag, trein wordt gesplitst in Augsburg                                                                   |
| EC/IC 27       | Budapest-Keleti – Szob – Nové Zámky – Bratislava – Kúty – Břeclav – Brno – Praag – Ústí nad Labem – Dresden (Hbf – Neustadt) – Berlijn (Südkreuz – Hbf – Spandau) – Wittenberge – Ludwigslust – Hamburg (Hauptbahnhof – Dammtor – Altona) – Itzehoe – Heide – Niebüll – Westerland (Sylt) | Budapest-Keleti – Szob – Nové Zámky – Bratislava – Kúty – Břeclav – Brno – Praag – Ústí nad Labem – Dresden (Hbf – Neustadt) – Berlijn (Südkreuz – Hbf – Spandau) – Wittenberge – Ludwigslust – Hamburg (Hauptbahnhof – Dammtor – Altona) – Itzehoe – Heide – Niebüll – Westerland (Sylt) | Budapest-Keleti – Szob – Nové Zámky – Bratislava – Kúty – Břeclav – Brno – Praag – Ústí nad Labem – Dresden (Hbf – Neustadt) – Berlijn (Südkreuz – Hbf – Spandau) – Wittenberge – Ludwigslust – Hamburg (Hauptbahnhof – Dammtor – Altona) – Itzehoe – Heide – Niebüll – Westerland (Sylt) | Budapest-Keleti – Szob – Nové Zámky – Bratislava – Kúty – Břeclav – Brno – Praag – Ústí nad Labem – Dresden (Hbf – Neustadt) – Berlijn (Südkreuz – Hbf – Spandau) – Wittenberge – Ludwigslust – Hamburg (Hauptbahnhof – Dammtor – Altona) – Itzehoe – Heide – Niebüll – Westerland (Sylt) | Budapest-Keleti – Szob – Nové Zámky – Bratislava – Kúty – Břeclav – Brno – Praag – Ústí nad Labem – Dresden (Hbf – Neustadt) – Berlijn (Südkreuz – Hbf – Spandau) – Wittenberge – Ludwigslust – Hamburg (Hauptbahnhof – Dammtor – Altona) – Itzehoe – Heide – Niebüll – Westerland (Sylt) | Budapest-Keleti – Szob – Nové Zámky – Bratislava – Kúty – Břeclav – Brno – Praag – Ústí nad Labem – Dresden (Hbf – Neustadt) – Berlijn (Südkreuz – Hbf – Spandau) – Wittenberge – Ludwigslust – Hamburg (Hauptbahnhof – Dammtor – Altona) – Itzehoe – Heide – Niebüll – Westerland (Sylt) | 1x per twee uur, enkele treinen naar Westerland, met een rijtuig naar Dagebüll                                              |
| EC/IC 30       | Hamburg-Altona – | Hamburg Dammtor – | Hamburg (Hauptbahnhof – Harburg) – Bremen – Osnabrück – Münster – Dortmund – Essen – Duisburg – Düsseldorf – Keulen – Bonn – Koblenz – Mainz – Mannheim – | Hamburg (Hauptbahnhof – Harburg) – Bremen – Osnabrück – Münster – Dortmund – Essen – Duisburg – Düsseldorf – Keulen – Bonn – Koblenz – Mainz – Mannheim – | Hamburg (Hauptbahnhof – Harburg) – Bremen – Osnabrück – Münster – Dortmund – Essen – Duisburg – Düsseldorf – Keulen – Bonn – Koblenz – Mainz – Mannheim – | Heidelberg – Stuttgart | 1x per twee uur, 1x per dag vanaf Binz/Westerland                                                                           |
| EC/IC 30       | Westerland – Heide – Itzehoe – | Hamburg Dammtor – | Hamburg (Hauptbahnhof – Harburg) – Bremen – Osnabrück – Münster – Dortmund – Essen – Duisburg – Düsseldorf – Keulen – Bonn – Koblenz – Mainz – Mannheim – | Hamburg (Hauptbahnhof – Harburg) – Bremen – Osnabrück – Münster – Dortmund – Essen – Duisburg – Düsseldorf – Keulen – Bonn – Koblenz – Mainz – Mannheim – | Hamburg (Hauptbahnhof – Harburg) – Bremen – Osnabrück – Münster – Dortmund – Essen – Duisburg – Düsseldorf – Keulen – Bonn – Koblenz – Mainz – Mannheim – | Karlsruhe – Baden-Baden – Freiburg – Bazel (Bad Bf – SBB) – Zürich – Sargans – Chur | 1x per dag, Hamburg-Chur |
| EC/IC 30       | Ostseebad Binz – Stralsund – Rostock – Schwerin – | | Hamburg (Hauptbahnhof – Harburg) – Bremen – Osnabrück – Münster – Dortmund – Essen – Duisburg – Düsseldorf – Keulen – Bonn – Koblenz – Mainz – Mannheim – | Hamburg (Hauptbahnhof – Harburg) – Bremen – Osnabrück – Münster – Dortmund – Essen – Duisburg – Düsseldorf – Keulen – Bonn – Koblenz – Mainz – Mannheim – | Hamburg (Hauptbahnhof – Harburg) – Bremen – Osnabrück – Münster – Dortmund – Essen – Duisburg – Düsseldorf – Keulen – Bonn – Koblenz – Mainz – Mannheim – | Karlsruhe – Baden-Baden – Freiburg – Bazel (Bad Bf – SBB) – Zürich – Sargans – Chur | 1x per dag, Hamburg-Chur |
| IC 31          | Kiel – Neumünster – Hamburg Dammtor – | Kiel – Neumünster – Hamburg Dammtor – | Hamburg (Hauptbahnhof – Harburg) – Bremen – Osnabrück – Münster – Dortmund – Essen – Duisburg – Düsseldorf – Keulen – Bonn – Koblenz – Mainz – Frankfurt (Flugh. Fernbf – Hbf) – Hanau – Würzburg – Nürnberg – Regensburg – Plattling – Passau                                            | Hamburg (Hauptbahnhof – Harburg) – Bremen – Osnabrück – Münster – Dortmund – Essen – Duisburg – Düsseldorf – Keulen – Bonn – Koblenz – Mainz – Frankfurt (Flugh. Fernbf – Hbf) – Hanau – Würzburg – Nürnberg – Regensburg – Plattling – Passau                                            | Hamburg (Hauptbahnhof – Harburg) – Bremen – Osnabrück – Münster – Dortmund – Essen – Duisburg – Düsseldorf – Keulen – Bonn – Koblenz – Mainz – Frankfurt (Flugh. Fernbf – Hbf) – Hanau – Würzburg – Nürnberg – Regensburg – Plattling – Passau                                            | Hamburg (Hauptbahnhof – Harburg) – Bremen – Osnabrück – Münster – Dortmund – Essen – Duisburg – Düsseldorf – Keulen – Bonn – Koblenz – Mainz – Frankfurt (Flugh. Fernbf – Hbf) – Hanau – Würzburg – Nürnberg – Regensburg – Plattling – Passau                                            | Enkele treinen per dag, brede zomer naar Fehmarn-Brug. Begin-/eindpunt wisselt per trein.                                   |
| IC 31          | Fehmarn-Brug – Oldenburg (Holst) – Lübeck – | | Hamburg (Hauptbahnhof – Harburg) – Bremen – Osnabrück – Münster – Dortmund – Essen – Duisburg – Düsseldorf – Keulen – Bonn – Koblenz – Mainz – Frankfurt (Flugh. Fernbf – Hbf) – Hanau – Würzburg – Nürnberg – Regensburg – Plattling – Passau                                            | Hamburg (Hauptbahnhof – Harburg) – Bremen – Osnabrück – Münster – Dortmund – Essen – Duisburg – Düsseldorf – Keulen – Bonn – Koblenz – Mainz – Frankfurt (Flugh. Fernbf – Hbf) – Hanau – Würzburg – Nürnberg – Regensburg – Plattling – Passau                                            | Hamburg (Hauptbahnhof – Harburg) – Bremen – Osnabrück – Münster – Dortmund – Essen – Duisburg – Düsseldorf – Keulen – Bonn – Koblenz – Mainz – Frankfurt (Flugh. Fernbf – Hbf) – Hanau – Würzburg – Nürnberg – Regensburg – Plattling – Passau                                            | Hamburg (Hauptbahnhof – Harburg) – Bremen – Osnabrück – Münster – Dortmund – Essen – Duisburg – Düsseldorf – Keulen – Bonn – Koblenz – Mainz – Frankfurt (Flugh. Fernbf – Hbf) – Hanau – Würzburg – Nürnberg – Regensburg – Plattling – Passau                                            | Enkele treinen per dag, brede zomer naar Fehmarn-Brug. Begin-/eindpunt wisselt per trein.                                   |
| IC 76          | Hamburg (Hauptbahnhof – Dammtor) – Rendsburg – Flensburg – Padborg – Tinglev – Kolding – Vejle – Skanderborg – Århus – Langå – Randers – Aalborg | Hamburg (Hauptbahnhof – Dammtor) – Rendsburg – Flensburg – Padborg – Tinglev – Kolding – Vejle – Skanderborg – Århus – Langå – Randers – Aalborg | Hamburg (Hauptbahnhof – Dammtor) – Rendsburg – Flensburg – Padborg – Tinglev – Kolding – Vejle – Skanderborg – Århus – Langå – Randers – Aalborg | Hamburg (Hauptbahnhof – Dammtor) – Rendsburg – Flensburg – Padborg – Tinglev – Kolding – Vejle – Skanderborg – Århus – Langå – Randers – Aalborg | Hamburg (Hauptbahnhof – Dammtor) – Rendsburg – Flensburg – Padborg – Tinglev – Kolding – Vejle – Skanderborg – Århus – Langå – Randers – Aalborg | Hamburg (Hauptbahnhof – Dammtor) – Rendsburg – Flensburg – Padborg – Tinglev – Kolding – Vejle – Skanderborg – Århus – Langå – Randers – Aalborg | 3x per dag |
| HKX            | Hamburg (Altona – Hauptbahnhof – Harburg) – Osnabrück – Münster – Gelsenkirchen – Essen – Duisburg – Düsseldorf – Keulen – Bonn – Koblenz – Bingen (Rhein) – Frankfurt (Main) | Hamburg (Altona – Hauptbahnhof – Harburg) – Osnabrück – Münster – Gelsenkirchen – Essen – Duisburg – Düsseldorf – Keulen – Bonn – Koblenz – Bingen (Rhein) – Frankfurt (Main) | Hamburg (Altona – Hauptbahnhof – Harburg) – Osnabrück – Münster – Gelsenkirchen – Essen – Duisburg – Düsseldorf – Keulen – Bonn – Koblenz – Bingen (Rhein) – Frankfurt (Main) | Hamburg (Altona – Hauptbahnhof – Harburg) – Osnabrück – Münster – Gelsenkirchen – Essen – Duisburg – Düsseldorf – Keulen – Bonn – Koblenz – Bingen (Rhein) – Frankfurt (Main) | Hamburg (Altona – Hauptbahnhof – Harburg) – Osnabrück – Münster – Gelsenkirchen – Essen – Duisburg – Düsseldorf – Keulen – Bonn – Koblenz – Bingen (Rhein) – Frankfurt (Main) | Hamburg (Altona – Hauptbahnhof – Harburg) – Osnabrück – Münster – Gelsenkirchen – Essen – Duisburg – Düsseldorf – Keulen – Bonn – Koblenz – Bingen (Rhein) – Frankfurt (Main) | 4x per dag |
| CNL Komet      | Hamburg (Altona – Dammtor – Hauptbahnhof – Harburg) – Hannover – Göttingen – Karlsruhe – Baden-Baden – Offenburg – Freiburg – Bazel (Bad Bf – SBB) – Baden – Zürich | Hamburg (Altona – Dammtor – Hauptbahnhof – Harburg) – Hannover – Göttingen – Karlsruhe – Baden-Baden – Offenburg – Freiburg – Bazel (Bad Bf – SBB) – Baden – Zürich | Hamburg (Altona – Dammtor – Hauptbahnhof – Harburg) – Hannover – Göttingen – Karlsruhe – Baden-Baden – Offenburg – Freiburg – Bazel (Bad Bf – SBB) – Baden – Zürich | Hamburg (Altona – Dammtor – Hauptbahnhof – Harburg) – Hannover – Göttingen – Karlsruhe – Baden-Baden – Offenburg – Freiburg – Bazel (Bad Bf – SBB) – Baden – Zürich | Hamburg (Altona – Dammtor – Hauptbahnhof – Harburg) – Hannover – Göttingen – Karlsruhe – Baden-Baden – Offenburg – Freiburg – Bazel (Bad Bf – SBB) – Baden – Zürich | Hamburg (Altona – Dammtor – Hauptbahnhof – Harburg) – Hannover – Göttingen – Karlsruhe – Baden-Baden – Offenburg – Freiburg – Bazel (Bad Bf – SBB) – Baden – Zürich | 1x per dag |
| CNL Pyxis      | Hamburg (Altona – Dammtor – Hauptbahnhof – Harburg) – Hannover – Augsburg – München (Hbf – Ost) | Hamburg (Altona – Dammtor – Hauptbahnhof – Harburg) – Hannover – Augsburg – München (Hbf – Ost) | Hamburg (Altona – Dammtor – Hauptbahnhof – Harburg) – Hannover – Augsburg – München (Hbf – Ost) | Hamburg (Altona – Dammtor – Hauptbahnhof – Harburg) – Hannover – Augsburg – München (Hbf – Ost) | Hamburg (Altona – Dammtor – Hauptbahnhof – Harburg) – Hannover – Augsburg – München (Hbf – Ost) | Hamburg (Altona – Dammtor – Hauptbahnhof – Harburg) – Hannover – Augsburg – München (Hbf – Ost) | 1x per dag |
| EN Hans Albers | Hamburg (Altona – Dammtor – Hauptbahnhof – Harburg) – Hannover – Göttingen – Würzburg – Nürnberg – Passau – Wels – Linz – Amstetten – St. Pölten – Wenen (Meidling – Hbf) | Hamburg (Altona – Dammtor – Hauptbahnhof – Harburg) – Hannover – Göttingen – Würzburg – Nürnberg – Passau – Wels – Linz – Amstetten – St. Pölten – Wenen (Meidling – Hbf) | Hamburg (Altona – Dammtor – Hauptbahnhof – Harburg) – Hannover – Göttingen – Würzburg – Nürnberg – Passau – Wels – Linz – Amstetten – St. Pölten – Wenen (Meidling – Hbf) | Hamburg (Altona – Dammtor – Hauptbahnhof – Harburg) – Hannover – Göttingen – Würzburg – Nürnberg – Passau – Wels – Linz – Amstetten – St. Pölten – Wenen (Meidling – Hbf) | Hamburg (Altona – Dammtor – Hauptbahnhof – Harburg) – Hannover – Göttingen – Würzburg – Nürnberg – Passau – Wels – Linz – Amstetten – St. Pölten – Wenen (Meidling – Hbf) | Hamburg (Altona – Dammtor – Hauptbahnhof – Harburg) – Hannover – Göttingen – Würzburg – Nürnberg – Passau – Wels – Linz – Amstetten – St. Pölten – Wenen (Meidling – Hbf) | 1x per dag |

### Regionale treinen
Het regionale verkeer rondom Hamburg wordt verzorgd door meerdere vervoersmaatschappijen. Naast DB Regio (Nord, Nordost) van de Deutsche Bahn zijn ook metronom en Nordbahn actief. Metronom verbindt Hamburg onder andere met het nabije Lüneburg en met Bremen. Nordbahn bedient vanuit Hauptbahnhof de richting Itzehoe, vanuit daar gaan treinen naar Heide.
| Serie | Treinsoort                       | Route | Bijzonderheden                                                                |
| ----- | -------------------------------- | --- | ----------------------------------------------------------------------------- |
| IRE   | Interregio-Express (DB Regio)    | Berlin Ostbf – Berlin Hbf – Berlin Zoologischer Garten – Berlin-Spandau – Stendal Hbf – Salzwedel – Uelzen – Lüneburg – Hamburg-Harburg – Hamburg Hbf | Enkele treinen per dag                                                        |
| RE 1  | Regional-Express (DB Regio)      | Hamburg Hbf – Büchen – Hagenow Land – Schwerin Hbf – Bad Kleinen – Bützow – Rostock Hbf                                                               | Hanse-Express 1x per twee uur, 1x per uur in de spits                         |
| RE 3  | Regional-Express (metronom)      | Uelzen – Lüneburg – Hamburg-Harburg – Hamburg Hbf |                                                                               |
| RE 4  | Regional-Express (metronom)      | Bremen Hbf – Rotenburg (Wümme) – Buchholz (Nordheide) – Hamburg-Harburg – Hamburg Hbf                                                                 |                                                                               |
| RE 5  | Regional-Express (Start)         | Hamburg Hbf – Hamburg-Harburg – Buxtehude – Stade – Otterndorf – Cuxhaven                                                                             |                                                                               |
| RE 7  | Regional-Express (DB Regio)      | Hamburg Hbf – Hamburg Dammtor – Elmshorn – Neumünster – Rendsburg – Schleswig – Flensburg                                                             | Schleswig-Holstein-Express                                                    |
| RE 8  | Regional-Express (DB Regio Nord) | Hamburg Hbf – Bad Oldesloe – Lübeck Hbf – Lübeck-Travemünde Strand                                                                                    | Zomers za/zo verder naar Travemünde Strand                                    |
| RB 31 | Regionalbahn (metronom)          | Hamburg Hbf – Hamburg-Harburg – Maschen – Lüneburg |                                                                               |
| RB 41 | Regionalbahn (metronom)          | Hamburg Hbf – Hamburg-Harburg – Buchholz (Nordheide) – Tostedt – Rotenburg (Wümme) – Bremen Hbf                                                       |                                                                               |
| RB 61 | Regionalbahn (Nordbahn)          | Hamburg Hbf – Hamburg Dammtor – Pinneberg – Elmshorn – Glückstadt – Itzehoe                                                                           |                                                                               |
| RE 70 | RegionalExpress (DB Regio Nord)  | Hamburg Hbf – Hamburg Dammtor – Pinneberg – Elmshorn – Wrist – Neumünster – Bordesholm – Kiel Hbf                                                     |                                                                               |
| RE 80 | Regional-Express (DB Regio Nord) | Hamburg Hbf – Ahrensburg – Bad Oldesloe – Reinfeld – Lübeck Hbf                                                                                       |                                                                               |
| RB 81 | Regionalbahn (DB Regio Nord)     | Hamburg Hbf – Hamburg-Wandsbek – Ahrensburg – Bargteheide – Bad Oldesloe                                                                              | 2x per uur Hamburg - Bargteheide, 4x per uur in de spits Hamburg - Ahrensburg |

### S-BahnHauptbahnhof

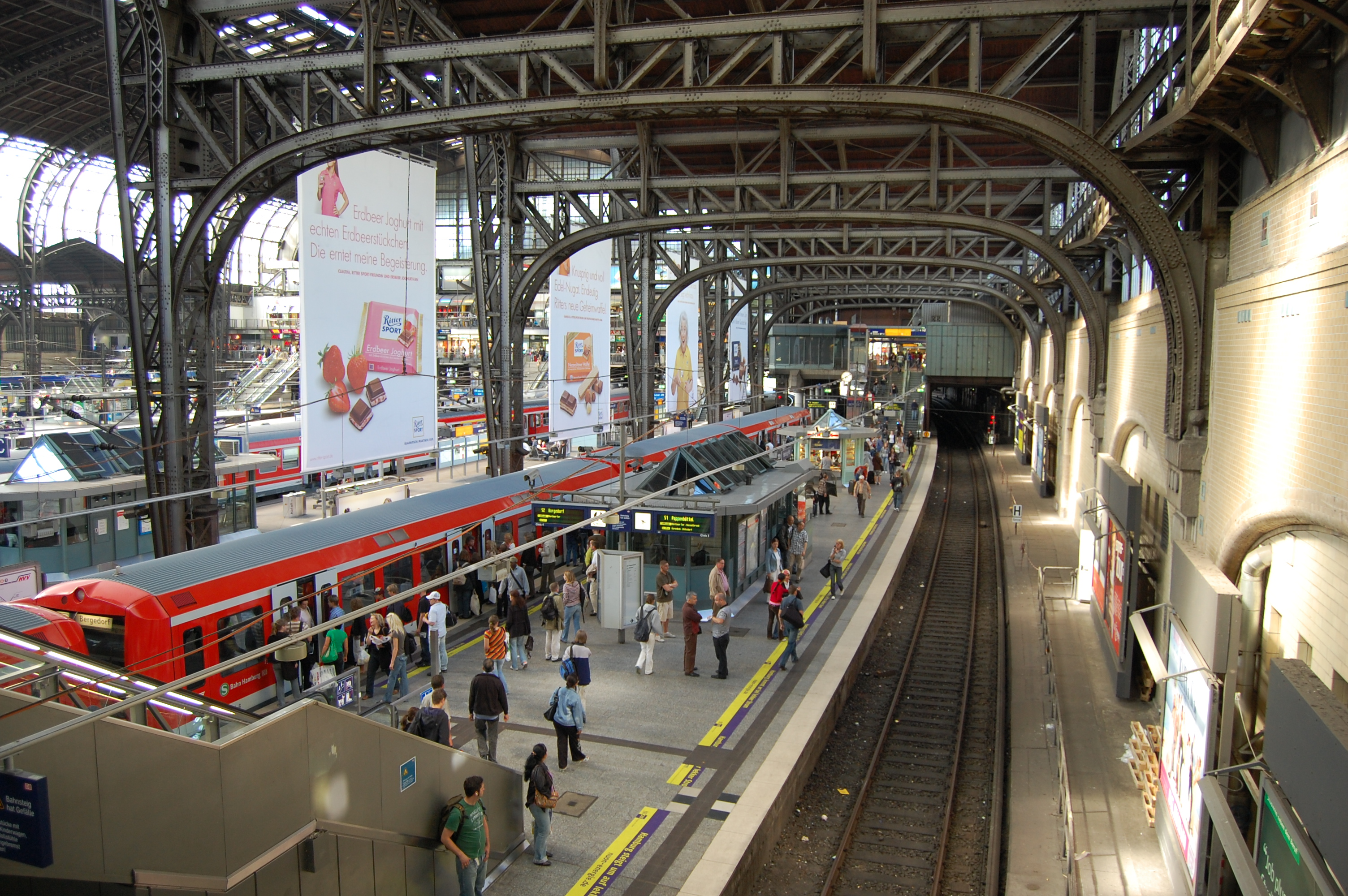
Spoor 3 en 4 in de stationshal, rechts achter de wand ligt het tunnelstation met de sporen 1 en 2 (2008)

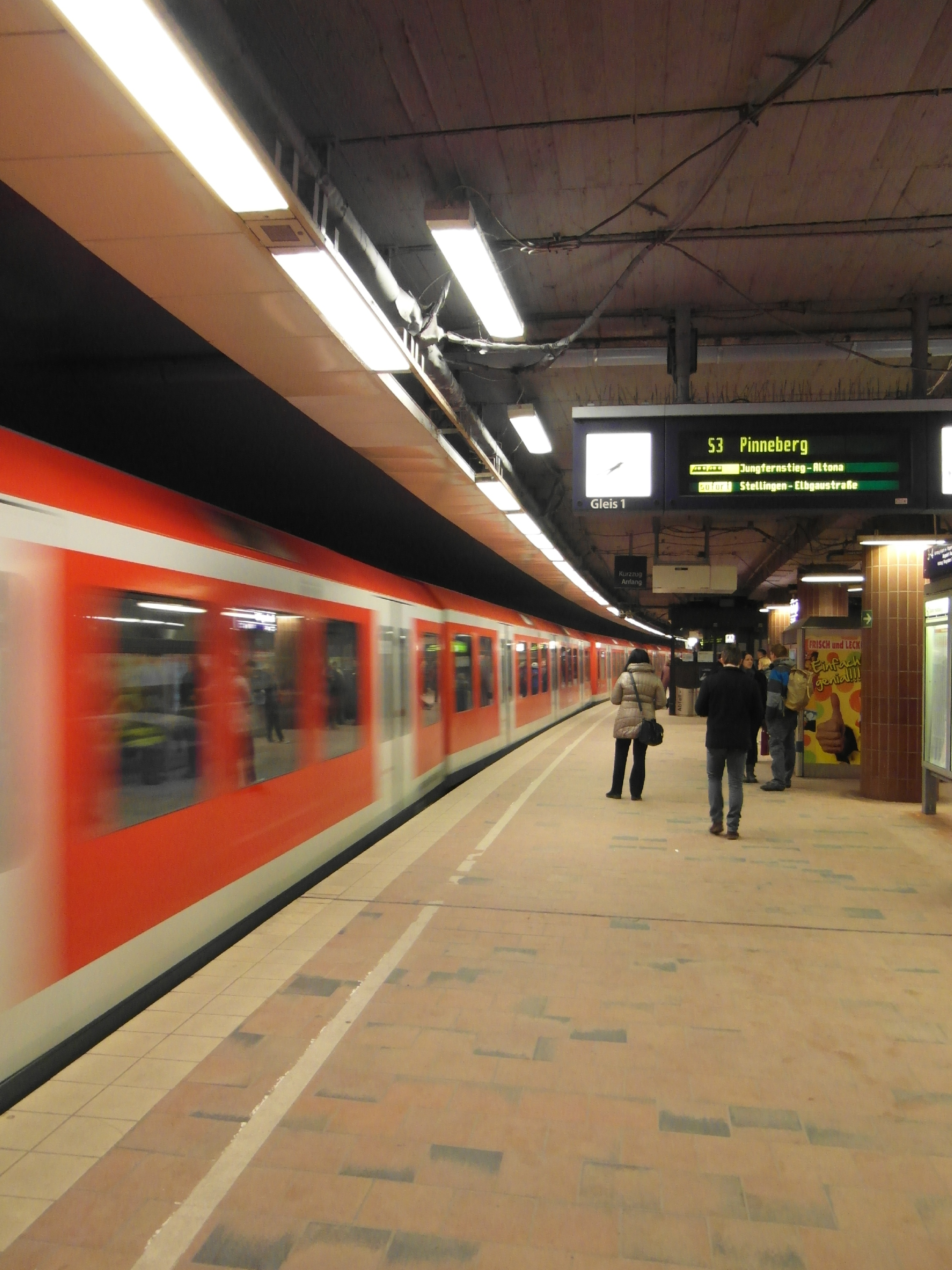
Het tunnelstation van de S-Bahn (2013)

Alle lijnen van de S-Bahn van Hamburg komen samen in het treinstation. In totaal zijn er twee grote perrons met een totaal van vier sporen voor beide richtingen. De sporen 1 en 2 liggen parallel aan de stationshal en is in een tunnel gelegd. Hier stoppen de treinen stadinwaarts. De sporen 3 en 4 liggen in de stationshal, hier stoppen de treinen staduitwaarts. De sporen 3 en 4 kunnen bij storingen of werkzaamheden ook gebruikt worden in de andere richtingen.
De perrons zijn toegankelijk door middel van liften en roltrappen. Daarnaast bevinden op het perron trappen naar de verbindingstunnel richting het metrostation Hauptbahnhof Süd.
De volgende S-Bahn treinen stoppen op het station.
| Serie | Treinsoort        | Route | Bijzonderheden |
| ----- | ----------------- | --- | -------------- |
|       | S-Bahn (DB Regio) | Hamburg Airport – /Poppenbüttel – Ohlsdorf – Barmbek – Berliner Tor – Hauptbahnhof – Altona – Blankenese – Wedel |                |
|       | S-Bahn (DB Regio) | Altona – Dammtor – Hauptbahnhof – Berliner Tor – Bergedorf – Aumühle                                             |                |
|       | S-Bahn (DB Regio) | Pinneberg – Elbgaustraße – Eidelstedt – Altona – Hauptbahnhof – Harburg – Harburg Rathaus – Neugraben            |                |
|       | S-Bahn (DB Regio) | Elbgaustraße – Eidelstedt – Dammtor – Hauptbahnhof – Harburg – Harburg Rathaus – Neugraben – Buxtehude – Stade   |                |

### Metro (U-Bahn)
Bij het station zijn er twee metrohaltes, van de metro van Hamburg (U-Bahn). De twee stations liggen haaks onder de perrons van het station.

#### Hauptbahnhof Süd

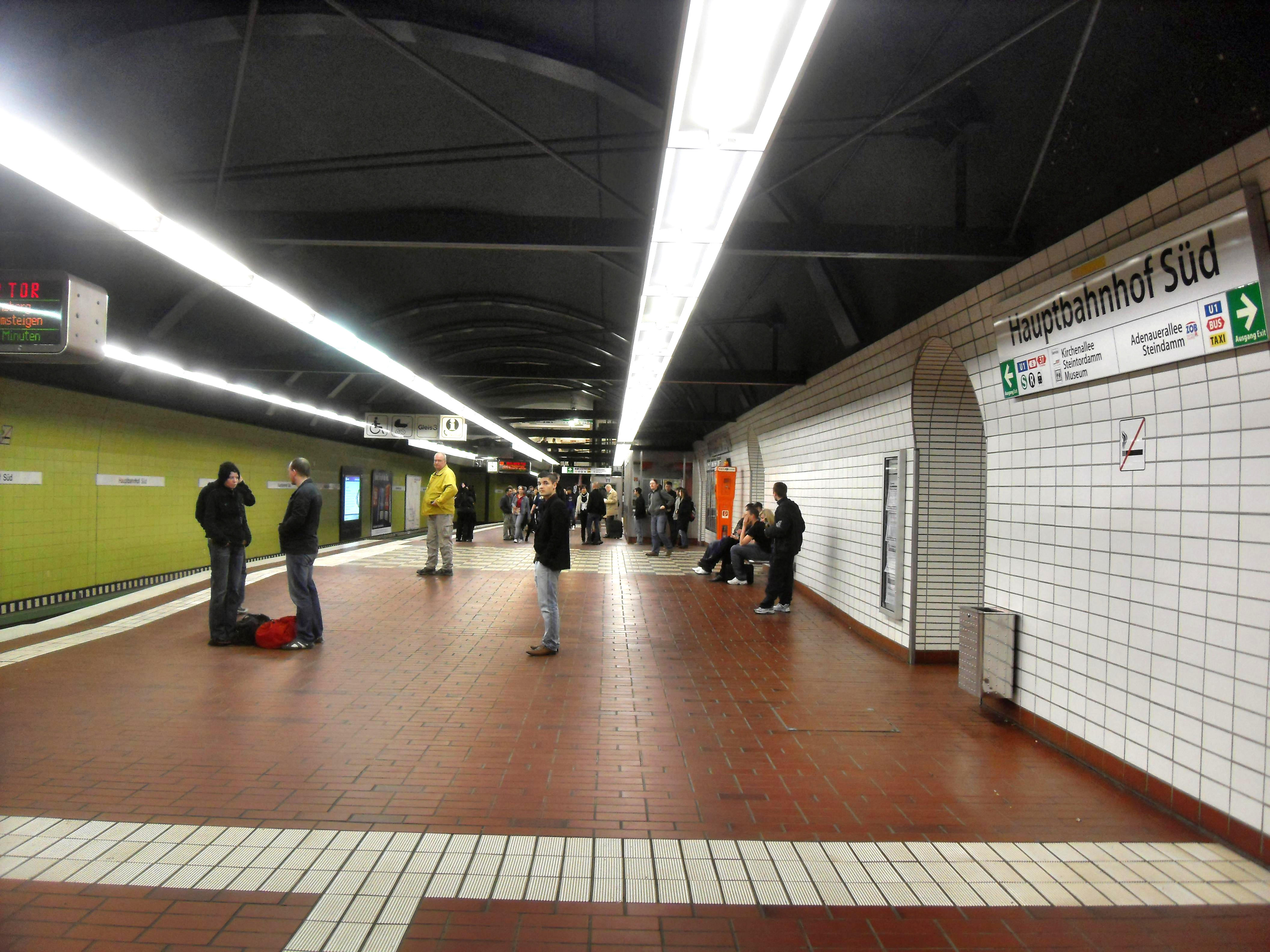
Perron van halte Hauptbahnhof Süd (2009)

Het metrostation Hauptbahnhof Süd (tot 1968: Hauptbahnhof) bevindt zich ten zuidoosten van het station en werd in 1912 geopend. Hier halteren de treinen van de huidige lijn U1 (Norderstedt - Ohlstedt/Großhansdorf) en de lijn U3 (Barmbek - Wandsbek - Gartenstadt (Ring)).
Tijdens de bouw van het centraal station werd er rekening gehouden met een spoortunnel onder het station, evenals de voetgangerstunnel tussen de trein- en metroperrons (gesloten in 1991). Het station bestaat uit twee met baksteen gebouwde muren en een gewelfd plafond en was voor vier sporen gebouwd; de buitenste sporen halteren de treinen van de ringlijn, de binnenste sporen begon tot de Tweede Wereldoorlog de niet afgebouwde zijlijn naar Rothenburgsort. Na de opening van het station Hauptbahnhof Nord werd tussen beide stations een passage gemaakt en de binnenste sporen door een zeer breed perron voor de lijn U3 vervangen. Net ten zuiden werd in 1960 een verdere tunnelstation geopend, die in 1959 door middel van een boortunnel onder de sporen gebouwd.
| Lijn | Route |
| ---- | --- |
|      | Ohlstedt/Großhansdorf – Volksdorf – Wandsbek-Gartenstadt – Wandsbek Markt – Wandsbeker Chaussee – Lübecker Straße – Berliner Tor – Hauptbahnhof Süd – Jungfernstieg – Kellinghusenstraße – Ohlsdorf – Fuhlsbüttel Nord – Norderstedt Mitte |
|      | Barmbek – Kellinghusenstraße – Schlump – Sternschanze – Landungsbrücken – Rathaus – Hauptbahnhof Süd – Berliner Tor – Lübecker Straße – Barmbek – Wandsbek-Gartenstadt                                                                     |

#### Hauptbahnhof Nord

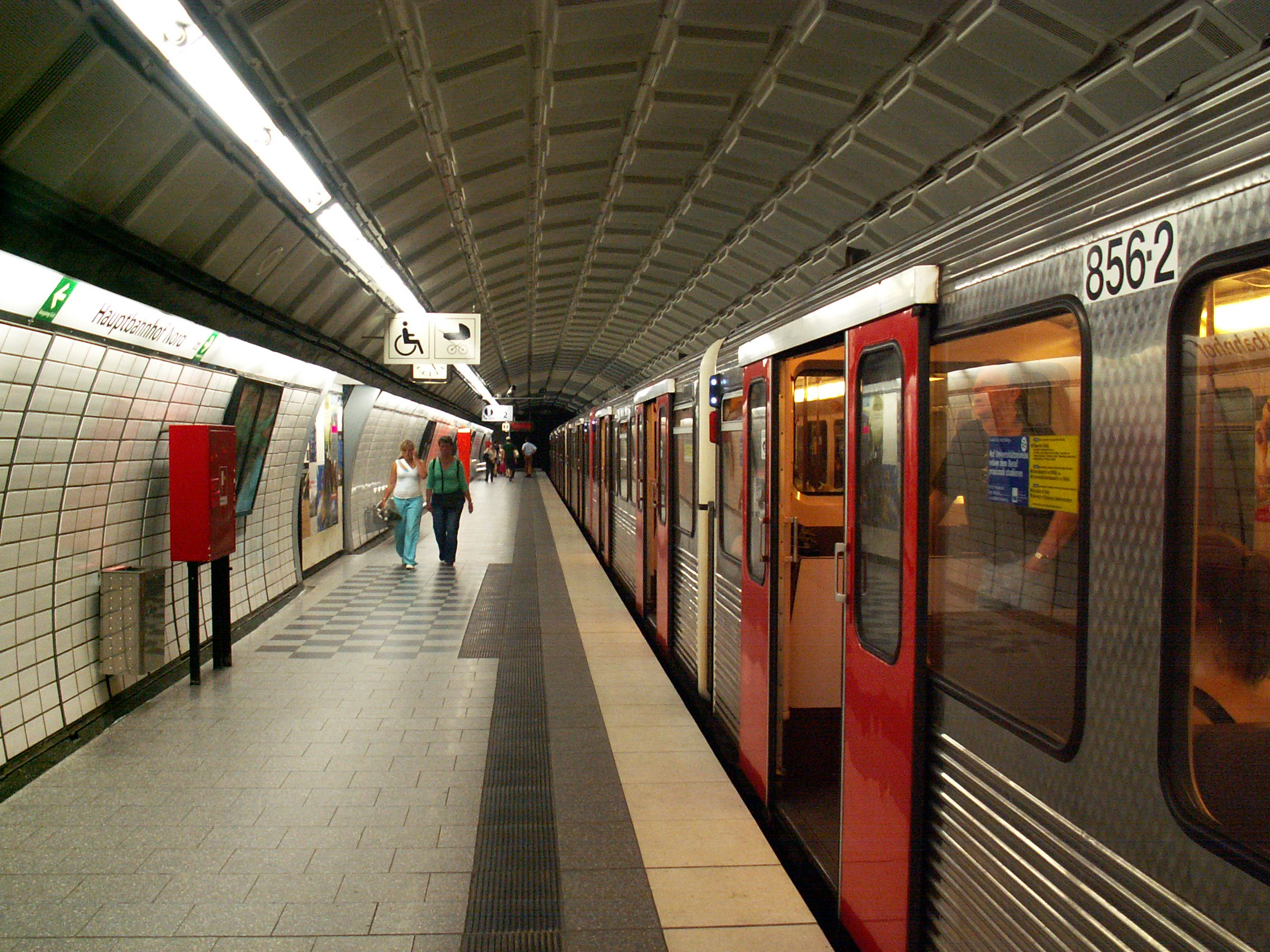
Een van de vier tunnelbuizen van Hauptbahnhof Nord (2007)

Het station Hauptbahnhof Nord werd in 1968 geopend. Het ligt aan de noordzijde haaks onder de treinsporen en bestaat uit vier buizen 30 meter onder de grond. Hier halteren de lijnen U2 (Niendorf Nord - Mümmelmannsberg) en U4 (HafenCity - Billstedt).
Bij de bouw zijn er uit voorzorg vier tunnelbuizen gebouwd, waarbij de binnenste sporen worden gebruikt, de buitenste sporen zijn met een rooster afgesloten. In de noordelijkste buis bevindt zich een kunstinstallatie. In 2006 werd bij het toegankelijk maken liften in de niet gebruikte sporen gebouwd.
| Lijn | Route |
| ---- | --- |
|      | Niendorf Nord – Niendorf Markt – Hagenbecks Tierpark – Schlump – Jungfernstieg – Hauptbahnhof Nord – Berliner Tor – Billstedt – Mümmelmannsberg |
|      | HafenCity Universität – Jungfernstieg – Hauptbahnhof Nord – Berliner Tor – Billstedt                                                            |